# Lista över förkortningar
Det här är en lista över förkortningar.

## Allmänna förkortningar
| Förkortning           | Klartext                                                                    |
| --------------------- | --------------------------------------------------------------------------- |
| alt.                  | alternativ/alternativt                                                      |
| art.                  | artikeln                                                                    |
| BB                    | barnbörd: barnbördshus (BB-hus), barnbördsavdelning (BB-avdelning)          |
| bg                    | bankgiro                                                                    |
| bl.a.                 | bland annat, bland andra                                                    |
| bh                    | bysthållare                                                                 |
| BV, B el. B.V.        | bottenvåning                                                                |
| ca                    | cirka                                                                       |
| CD el. cd             | compact disc                                                                |
| civ.ek.               | civilekonom                                                                 |
| civ.ing.              | civilingenjör                                                               |
| CV                    | curriculum vitae                                                            |
| doc.                  | docent                                                                      |
| d:r, dr               | doktor                                                                      |
| dvs el. dvs.          | det vill säga                                                               |
| d.y.                  | den yngre                                                                   |
| d.ä.                  | den äldre (i äldre texter även "det är" = det vill säga)                    |
| e.d.                  | eller dylikt                                                                |
| ekon.                 | ekonomi                                                                     |
| etc.                  | etcetera                                                                    |
| ev.                   | eventuellt                                                                  |
| farm.                 | farmaci                                                                     |
| f.d.                  | före detta                                                                  |
| fig.                  | figur                                                                       |
| fil.                  | filosofie                                                                   |
| fil.dr (fil. dr)      | filosofie doktor                                                            |
| forts.                | fortsättning                                                                |
| fr.o.m.               | från och med                                                                |
| f.ö.                  | för övrigt                                                                  |
| ggr                   | gånger                                                                      |
| i a.f.                | i alla fall                                                                 |
| Ibid., ib.            | latin Ibidem, "på samma ställe" (i fotnoter)                                |
| inkl.                 | inklusive, inkluderande                                                     |
| i o.m.                | i och med                                                                   |
| i o.f.s.              | i och för sig                                                               |
| ISBN                  | internationellt standardboknummer                                           |
| i s.f. i st.f.        | - i så fall - i stället för                                                 |
| IVA                   | intensivvårdsavdelning & Kungliga Ingenjörsvetenskapsakademien              |
| IPA                   | India Pale Ale (i Sverige ofta uttalat som Ipa, i ex. USA ofta som I-P-A)   |
| jbo, jb/o             | jacka och täckbyxor eller overall                                           |
| jr el. Jr             | junior, Junior (om en mans fullständiga namn är detsamma som hans fars)     |
| jfr                   | jämför                                                                      |
| k                     | tusen (kilo 103)                                                            |
| k:a                   | kyrka                                                                       |
| kl.                   | klockan                                                                     |
| kbfd                  | kyrkobokföringsdistrikt                                                     |
| KBM                   | Krisberedskapsmyndigheten                                                   |
| KFM                   | Kronofogdemyndigheten                                                       |
| kr                    | krona (valuta)                                                              |
| lb.                   | libra, viktenheten pund (lispund, skålpund), även tecknet ℔                 |
| lic.                  | licentiat                                                                   |
| lisp.                 | lispund, äldre svensk viktenhet                                             |
| M                     | miljoner (mega 106)                                                         |
| m. m                  | - med - meter                                                               |
| m.a.o.                | med andra ord                                                               |
| mag.                  | magisterexamen                                                              |
| mc                    | motorcykel                                                                  |
| med.                  | medicine                                                                    |
| m.fl.                 | med flera                                                                   |
| m.h.p.p.              | med hand på penna                                                           |
| min.                  | - minut - minimum                                                           |
| mm                    | millimeter                                                                  |
| m.m.                  | med mera                                                                    |
| m.m.d.                | med mera dylikt                                                             |
| mnkr, Mkr             | miljoner kronor                                                             |
| '                     | miljoner (ekonomi)                                                          |
| mob (p-mob och A-mob) | mobilisering                                                                |
| mom.                  | moment i lagtext                                                            |
| msk                   | matsked                                                                     |
| mtp                   | med tanke på                                                                |
| m.v.h.                | med vänlig hälsning eller med vänliga hälsningar                            |
| möjl.                 | möjligen                                                                    |
| m ö.h.                | meter över havet                                                            |
| n/a                   | not applicable; ej tillämplig                                               |
| n.b.                  | nedre botten; nota bene (latin: notera)                                     |
| N:o                   | Numero = nr                                                                 |
| nr                    | nummer                                                                      |
| N:s                   | Numeris, plural av Numero = nr                                              |
| näml.                 | nämligen                                                                    |
| nästk.                | nästkommande                                                                |
| o.                    | och                                                                         |
| obs., obs!            | observera                                                                   |
| o.d.                  | och dylikt                                                                  |
| odont.                | odontologie                                                                 |
| o.dyl.                | och dylikt                                                                  |
| o.k.s.                | också känd som                                                              |
| omkr.                 | omkring                                                                     |
| omm                   | inom matematik, filosofi och logik: om och endast om; ekvivalent            |
| oms                   | omsättningsskatt, en föregångare till moms                                  |
| o.m.s.                | och mera sådant                                                             |
| op.                   | opus                                                                        |
| ordf.                 | ordförande                                                                  |
| org.nr                | organisationsnummer                                                         |
| orig.                 | Original (ord)                                                              |
| o.s.v.                | och så vidare                                                               |
| pers.                 | person                                                                      |
| pg                    | postgiro eller nyare plusgiro                                               |
| p.g.a.                | på grund av                                                                 |
| pol.                  | politices, politisk, politik                                                |
| prel.                 | preliminär                                                                  |
| prof.                 | professor                                                                   |
| prov.                 | provisorisk                                                                 |
| pua                   | på uppdrag av                                                               |
| RC                    | radio controlled, radiostyrd (-bil, -modeller)                              |
| rc.                   | I frakturstil användes rc. för &c. = etc. = et cetera                       |
| R:dr, Rdr             | riksdaler, äldre svensk myntenhet                                           |
| ref.                  | referens                                                                    |
| resp.                 | respektive                                                                  |
| R:gs                  | Riksgälds, se riksdaler                                                     |
| RIP, R.I.P.           | Vila I Frid, lat. Requiescat in pace                                        |
| rst.                  | runstycke, äldre svensk myntenhet                                           |
| s.                    | sida(n), sidor                                                              |
| s:a, sa               | summa                                                                       |
| s.a.s.                | så att säga                                                                 |
| sek.                  | sekund                                                                      |
| SEK                   | valutakoden som betecknar svenska kronor                                    |
| sekr.                 | sekreterare                                                                 |
| s.g.s.                | så gott som                                                                 |
| sid.                  | sida, vanligtvis i böcker; sidd. = sidor                                    |
| sign.                 | signatur; signum                                                            |
| sistl.                | sistlidne = förra (månaden, året)                                           |
| s.k.                  | så kallad                                                                   |
| sk.                   | skilling, äldre svensk myntenhet, även förkortat med ß                      |
| skepp., Sk:pund, Sk#  | skeppund, äldre svensk viktenhet                                            |
| skålp.                | skålpund, äldre svensk viktenhet, även                                      |
| s.m.                  | silvermynt, se riksdaler                                                    |
| sms                   | sammansättning                                                              |
| s.m.s.                | som man säger                                                               |
| sp.                   | spalt                                                                       |
| spec.                 | speciell                                                                    |
| sr el. Sr             | senior, Senior (om en man ger sin son samma fullständiga namn som sin egen) |
| ss                    | såsom                                                                       |
| ssk                   | sjuksköterska                                                               |
| s.st.                 | samma ställe (i fotnoter; jämför: ibid., a.a.)                              |
| st.                   | styck                                                                       |
| St.                   | Stora (ortnamn)                                                             |
| S:t                   | Sankt                                                                       |
| S:ta                  | Sankta                                                                      |
| stud.                 | studerande                                                                  |
| särsk.                | särskilt                                                                    |
| t.                    | till                                                                        |
| t.ex.                 | till exempel                                                                |
| tab.                  | tabell                                                                      |
| tekn.                 | teknologie                                                                  |
| tekn.dr (tekn. dr)    | teknologie doktor                                                           |
| tel., tfn             | telefon                                                                     |
| temp.                 | temperatur                                                                  |
| teol.                 | teologie                                                                    |
| teol.dr (teol. dr)    | teologie doktor                                                             |
| t.ex.                 | till exempel                                                                |
| tf el. tf.            | tillförordnad                                                               |
| tgm                   | telegram                                                                    |
| t.h.                  | till höger                                                                  |
| tim.                  | timme, timmar                                                               |
| tjf                   | tjänsteförrättare                                                           |
| tjl                   | tjänstledig                                                                 |
| tjm                   | tjänsteman                                                                  |
| tkr                   | tusen(tal) kronor                                                           |
| '                     | tusen (ekonomi)                                                             |
| t.o.m.                | till och med                                                                |
| t:r                   | tunnor, volymmått för torra varor                                           |
| trol.                 | troligen; trolovad                                                          |
| trpt, trsp            | transport                                                                   |
| tsk                   | tesked                                                                      |
| TV, tv, teve          | television                                                                  |
| t.v.                  | tills vidare; till vänster                                                  |
| t.y.v.                | till yttermera visso; dessutom                                              |
| ung.                  | ungefär                                                                     |
| u.a.                  | utan anmärkning                                                             |
| u.f.a.                | under förutsättning att                                                     |
| unä                   | under namnändring (används vid köp av lagerbolag)                           |
| u.p.a.                | utan personligt ansvar                                                      |
| urspr.                | ursprungligen                                                               |
| usk.                  | undersköterska                                                              |
| utg.                  | utgiven, utgivare, utgåva                                                   |
| v.                    | vice; vecka; von                                                            |
| VAB                   | vård av barn                                                                |
| vd                    | verkställande direktör                                                      |
| vpl                   | värnpliktig                                                                 |
| åk, å.k.              | årskurs                                                                     |
| äv.                   | även                                                                        |
| ö.a., övers.anm.      | översättarens anmärkning                                                    |
| ö.h.                  | över havet                                                                  |
| ö.h.t.                | över huvud taget                                                            |
| ök.                   | överenskommelse, ökning                                                     |
| övers.                | översättare, översättning                                                   |

## Förkortningar inom postväsendet och brevskrivning
| Förkortning | Klartext                   | Närmare förklaring                                                                                           |
| ----------- | -------------------------- | --- |
| att.        | attention                  | anger vilken person inom en organisation som skall erhålla brevet                                            |
| Avs.        | avsändare                  | |
| b.v.        | bottenvåningen             | |
| C/o         | Care of                    | anger, vem adressaten är inneboende hos (vars namn torde stå på postlåda/postinkast)                         |
| D.S.        | densamme                   | vanlig underskrift till ett P.S., för att markera att det skrevs av samma person som skrev under huvudbrevet |
| n.b.        | nedre botten               | |
| o.s.a., OSA | Om svar anhålles           | framför datum som anger, när en inbjudan senast skall besvaras                                               |
| P.P.S.      | post post scriptum         | markering av "ett ytterligare P.S.", se post scriptum                                                        |
| P.S.        | post scriptum              | |
| tr.         | trappa                     | |
| ZIP code    | Zone Improvement Plan code | postnummer i USA                                                                                             |
| ö.g.        | över gården                | |

## Förkortningar vid tidsangivelser
| Förkortning | Klartext              | Närmare förklaring               |
| ----------- | --------------------- | -------------------------------- |
| A.D.        | latin Anno Domini     | "I Herrens år" = e.Kr.           |
| e.Kr.       | efter Kristus         |                                  |
| e.v.t.      | Efter vår tideräkning | konfessionslös variant av e.Kr.  |
| Ftf         | fortfarande           |                                  |
| g.s.        | gamla stilen          | datum enligt julianska kalendern |
| min         | minut                 |                                  |
| mån.        | månad                 |                                  |
| s.å.        | samma år              |                                  |
| v.          | vecka                 |                                  |
| w.          | vecka (week)          |                                  |

## Svenska examina
- civ.ek.
- civ.ing.
- ekon.dr
- ekon. mag.
- ekon. kand.
- fil.dr
- fil.lic.
- fil.kand.
- fil.mag.
- jur. kand.
- jur.utr.kand.
- jur.lic.
- jur.dr
- jur.utr.dr
- med.dr
- med.lic.
- med.kand.
- odont.kand.
- odont.lic.
- odont.dr
- pol.kand.
- pol.mag.
- pol.dr
- tekn.dr
- tekn.lic.
- teol.kand.
- teol.lic.
- teol.dr

## Institutioner och organisationer
| Förkortning | Betydelse |
| ----------- | --- |
| AA          | Anonyma Alkoholister |
| AB          | aktiebolag |
| AF          | Akademiska Föreningen |
| ASEA        | Allmänna Svenska Elektriska Aktiebolaget                                                                                                 |
| ASEAN       | Association of Southeast Asian Nations                                                                                                   |
| CSA         | Centralförbundet för Socialt Arbete |
| CSA         | Confederate States of America |
| CSN         | Centrala Studiestödsnämnden |
| DACO        | De Anställdas Centralorganisation |
| DAFA        | Datamaskincentralen för administrativ databehandling                                                                                     |
| DCRI        | Direction centrale du renseignement intérieur (Frankrikes myndighet för kontraspionage)                                                  |
| EG          | Europeiska gemenskaperna |
| EMU         | Ekonomiska och monetära unionen |
| EU          | Europeiska unionen |
| FK          | Försäkringskassan |
| FRA         | Försvarets Radioanstalt |
| FN          | Förenta nationerna |
| JK          | Justitiekanslern |
| JO          | Justitieombudsman i Sverige |
| JämO        | Jämställdhetsombudsmannen |
| KDU         | Kristdemokratiska Ungdomsförbundet |
| KF          | Kooperativa Förbundet |
| KO          | konsumentombudsmannen |
| Komintern   | Kommunistiska internationalen |
| KFUK        | Kristliga föreningen av unga kvinnor |
| KFUM        | Kristliga föreningen av unga människor (tidigare: män)                                                                                   |
| LO          | Landsorganisationen |
| MUF         | Moderata ungdomsförbundet |
| MSB         | Myndigheten för samhällsskydd och beredskap                                                                                              |
| NATO        | Nordatlantiska fördragsorganisationen |
| NF          | Nationernas förbund |
| NBV         | Nykterhetsrörelsens bildningsverksamhet                                                                                                  |
| NO          | Näringsfrihetsombudsmannen |
| OD          | Orphei Drängar |
| OK          | Oljekonsumenternas förbund |
| OS          | Olympiska spelen |
| PO          | Pressombudsmannen |
| RFoD        | Riksförbundet för Folkmusik och Dans |
| RFSL        | Riksförbundet för homosexuella, bisexuella och transpersoners rättigheter (f. d. Riksförbundet för sexuellt likaberättigande)            |
| RFSU        | Riksförbundet för sexuell upplysning |
| ROKS        | Riksorganisationen för kvinnojourer i Sverige.                                                                                           |
| SACO        | Sveriges Akademikers Centralorganisation                                                                                                 |
| SAP         | Socialdemokratiska Arbetarepartiet |
| SCB         | Statistiska Centralbyrån |
| SEB         | Skandinaviska Enskilda Banken |
| SIFO        | Svenska Institutet För Opinionsundersökningar                                                                                            |
| SJ          | Statens Järnvägar eller SJ AB |
| SKF         | Svenska Kullagerfabriken |
| SKL         | Tidigare förkortning för Sveriges Kommuner och Landsting, nuvarande Sveriges Kommuner och Regioner                                       |
| SKR         | Sveriges Kommuner och Regioner |
| SKTF        | Tidigare förkortning för Sveriges Kommunaltjänstemannaförbund, nuvarande fackförbundet Vision                                            |
| SR          | Sveriges Radio, Statstjänstemännens Riksförbund, med flera                                                                               |
| SSAB        | Svenskt Stål AB |
| SSG         | Särskilda skyddsgruppen |
| SSR         | Sveriges Socionomers Riksförbund |
| SSRS        | Sjöräddningssällskapet (Svenska Sällskapet för Räddning af Skeppsbrutne)                                                                 |
| SSU         | Socialdemokratiska Ungdomsförbundet |
| SVT         | Sveriges Television |
| TCO         | Tjänstemännens centralorganisation |
| TRV         | Trafikverket |
| Unesco      | United Nations Educational, Scientific and Cultural Organization. Förenta Nationernas organisation för utbildning, vetenskap och kultur. |
| Unicef      | United Nations Children's Fund. FN:s barnfond.                                                                                           |
| USA         | United States of America (Amerikas förenta stater)                                                                                       |
| WHO         | World Health Organization Världshälsoorganisationen                                                                                      |
| WWF         | World Wildlife Foundation (Världsnaturfonden)                                                                                            |

## Latinska förkortningar
Förkortningar som mest används inom universitetsvärlden.
| Förkortning     | Klartext          | Översättning |
| --------------- | ----------------- | --- |
| a.a.            | ad acta           | "till handlingarna" d.v.s. arkiveras (utan vidare åtgärd) |
| A. u. s.        | actum ut supra    | gjort som ovan |
| e.g.            | exempli gratia    | "till exempel" / "som exempel" |
| e.o.            | ex officio        | "å ämbetets vägnar" |
| ibid. eller id. | ibidem            | på samma ställe |
| i.e.            | id est            | "det vill säga" |
| L.s.            | loco sigilli      | "på sigillets plats", vid avskrifter av dokument |
| l.s.            | loco secretarii   | "i sekreterarens ställe", betydande tillförordnad sekreterare |
| m.p.            | manu propria      | egenhändigt |
| N.N.            | nomen nescio      | jag vet inte namnet |
| op.cit.         | opus citatum      | "i samma verk" - motsvarighet till sv. "anfört arbete" (a.a.) |
| sem             | seminans          | såningsman, dvs bonde, förekommer allmänt i husförhörslängder |
| sic/sic!        | sic erat scriptum | "just så!" - Visar på att något faktiskt är "just så!", eller att ett citat är korrekt återgivet, fast det verkar otroligt. Ingen egentlig förkortning i språklig mening, eftersom "sic" är ett helt ord, men det är alltså en förkortad fras. Förkortas ibland ytterligare till endast ett utropstecken inom parentes: (!) |

## Måttenheter
Se lista över förkortningar för måttenheter.

## Språk
Notera att beteckningar som börjar på ny- avser nutidsspråk i texter där språkets vanliga beteckning avser äldre språk; exempelvis kan fornisländska betecknas isl. och nutida isländska nyisl. i någon text. Sådan beteckning finnes bland annat i utförligare ordböcker och språklexikon. Se även ISO 639.
| Förkortning      | Språk                                      |
| ---------------- | ------------------------------------------ |
| alban.           | albanska                                   |
| arab.            | arabiska                                   |
| aram.            | arameiska                                  |
| armen.           | armeniska                                  |
| assyr.           | assyriska                                  |
| avest.           | avestiska                                  |
| babyl.           | babyloniska                                |
| bret.            | bretonska                                  |
| bulg.            | bulgariska                                 |
| d. dan.          | danska                                     |
| egypt.           | egyptiska                                  |
| eng.             | engelska                                   |
| est.             | estniska                                   |
| fa.              | farsi, persiska                            |
| fd.              | forndanska                                 |
| fenic.           | feniciska                                  |
| fe. feng.        | fornengelska, anglosaxiska                 |
| ffrans.          | fornfranska                                |
| ffris.           | fornfrisiska                               |
| fgutn.           | forngutniska                               |
| fht.             | fornhögtyska                               |
| fi., fin.        | finska                                     |
| find.            | fornindiska                                |
| flfran.          | fornlågfrankiska                           |
| fnor.            | fornnorska                                 |
| fpers.           | fornpersiska                               |
| fpreuss.         | fornpreussiska                             |
| fr., frans.      | franska                                    |
| frank.           | frankiska                                  |
| fris.            | frisiska                                   |
| fsax.            | fornsaxiska                                |
| fslav.           | fornslaviska, kyrkoslaviska                |
| fsv.             | fornsvenska                                |
| fvn.             | fornvästnordiska                           |
| fär.             | färöiska                                   |
| gael.            | gaeliska                                   |
| gall.            | galliska                                   |
| georg.           | georgiska                                  |
| got.             | gotiska                                    |
| gr., grek.       | grekiska                                   |
| hebr.            | hebreiska                                  |
| hett.            | hettitiska                                 |
| hind.            | hindi                                      |
| hindost.         | hindostanska, hindustani                   |
| holl.            | holländska, nederländska                   |
| ieur.            | indoeuropeiska                             |
| ir., irl.        | iriska, irländska                          |
| isl.             | isländska, fornisländska                   |
| it., ital.       | italienska                                 |
| jap.             | japanska                                   |
| kelt.            | keltiska                                   |
| kines.           | kinesiska                                  |
| korn.            | korniska                                   |
| kymr.            | kymriska                                   |
| kyrkslav.        | kyrkslaviska                               |
| lat.             | latin                                      |
| lap. lapp.       | lapska                                     |
| lett.            | lettiska                                   |
| lit.             | litauiska                                  |
| lt.              | lågtyska                                   |
| mag.             | magyariska, ungerska                       |
| meng.            | medelengelska                              |
| mfr.             | medelfranska                               |
| mholl.           | medeltidsholländska, medeltidsnederländska |
| mht.             | medelhögtyska                              |
| mlat.            | medeltidslatin                             |
| mlt.             | medellågtyska                              |
| mnl.             | medelnederländska                          |
| mnt.             | medelnedertyska, medellågtyska             |
| moes.            | moesogötiska, gotiska                      |
| nfris.           | nordfrisiska                               |
| nht.             | nyhögtyska                                 |
| nl.              | nederländska                               |
| no. nor.         | norska                                     |
| ns.              | nedersaxiska, plattyska                    |
| nt.              | nedertyska, lågtyska                       |
| nyfris.          | nyfrisiska                                 |
| nygr.            | nygrekiska                                 |
| nyheb.           | nyhebreiska                                |
| nyisl.           | nyisländska                                |
| nysv.            | nysvenska                                  |
| osset.           | ossetiska                                  |
| osk.             | oskiska                                    |
| per., pers.      | persiska                                   |
| pol.             | polska                                     |
| port., prt., pt. | portugisiska                               |
| provenç., prov.  | provensalska                               |
| rundan.          | rundanska                                  |
| runsv.           | runsvenska                                 |
| ry., ryss.       | ryska                                      |
| sam.             | samiska                                    |
| sard.            | sardiniska, sardiska                       |
| skr.             | sanskrit                                   |
| slav.            | slaviska                                   |
| semit.           | semitiska                                  |
| sengr.           | sengrekiska                                |
| senlat.          | senlatin                                   |
| shet.            | shetländska                                |
| slovak.          | slovakiska                                 |
| sloven. slov.    | slovenska                                  |
| sorb.            | sorbiska                                   |
| sp. span.        | spanska                                    |
| sv.              | svenska                                    |
| syr.             | syriska                                    |
| tam.             | tamuliska, tamil                           |
| tjeck.           | tjeckiska                                  |
| tochar.          | tochariska                                 |
| turk             | turkiska                                   |
| ty., t.          | tyska                                      |
| ung.             | ungerska, magyariska                       |
| urgerm.          | urgermanska                                |
| urn.             | urnordiska                                 |
| wal.             | walesiska                                  |
| vall.            | vallonska                                  |
| wogul.           | woguliska                                  |
| zig.             | "zigenarspråket", romani                   |
| æthiop.          | æthiopiska, etiopiska                      |

## Teknik
- AC – air conditioning; Alternating Current (växelström)
- AM – Amplitudmodulering
- ATB – All terrain bike, terrängcykel, se mountainbike
- bps – bits per second, bitar per sekund, hastighet för dataöverföring
- CD – Compact Disc
- DC – Direct current (likström)
- DIN – Deutsches Institut für Normung, ett tyskt standardiseringsorgan
- DPF – Diesel Particulate Filters (avgasrening)
- DSG – Direct-Shift Gearbox (växellåda)
- DVD – Digital Versatile Disc
- EAN – European Article Number (streckkod)
- EGR - Exhaust gas recirculation (del i avgassystem på motorfordon)
- FM – Frekvensmodulering
- HF – High Frequency (kortvåg; högfrekvens)
- IF – Intermediate Frequency (mellanfrekvens i superheterodynmottagare)
- ISO – Internationella standardiseringsorganisationen
- KV – Kortvåg
- LV – Långvåg
- LW – Longwave eller Long Wave (långvåg)
- MF – Mediumfrekvens (Gränsvåg 1,6 – 3 MHz)
- MV – Mellanvåg
- MW – Mediumwave eller Medium Wave (mellanvåg)
- MMS – Multimedia Messaging Service
- NOM – Naturligt organiskt material
- PC – Personal computer (persondator)
- PCM – Pulskodsmodulering
- PWM – Pulsbredsmodulering
- RAM – Random Access Memory
- ROM – Read-only Memory
- rpm – revolutions per minute, varv per minut, varvtal
- SMS – Short Message Service
- SQR / SQRT – Square root (kvadratrot)
- SSB – Single side-band, amplitudmodulering med enkelt sidband
- SW – Shortwave eller Short Wave (kortvåg 3 – 30 MHz)
- TDI – Turbo Direct Injection
- UHF – Ultra High Frequency (decimetervåg 0,3 – 3 GHz)
- UKV – Ultrakortvåg (samma som VHF)
- USB – Universal Serial Bus
- VHF – Very High Frequency (metervåg, ultrakortvåg 30 – 300 MHz)
- VLF – Very Low Frequency (< 30 kHz)

## Väderstreck
| Förkortning | Klartext     |
| ----------- | ------------ |
| N           | norr, nord   |
| NO          | nordost      |
| NV          | nordväst     |
| O           | ost          |
| S           | söder, syd   |
| SO          | sydost       |
| SV          | sydväst      |
| V           | väster, väst |
| Ö           | öster, öst   |

## Sport
- disk. = diskvalificerad
- DM = distriktsmästerskap
- DNF = fullföljde inte (eng. did not finish)
- DNS = kom inte till start (eng. did not start)
- efl = efter förlängning
- EM = europamästerskap
- FM = finska mästerskap
- GM = Götalandsmästerskap
- GP = Grand Prix
- GS = Grand Slam
- GS = Generalsekreterare (idrottsförbund)
- IEM = inomhuseuropamästerskap
- IVM = inomhusvärldsmästerskap (friidrott)
- JSM = Junior-SM
- KO = knockout
- MMA – Mixed martial arts
- MTB – Mountainbike, terrängcykel
- NM = nordiska mästerskap
- OS = olympiska spel
- s.d. = sudden death
- SM = svenska mästerskap
- TKO = Technical Knock-out
- USM = Ungdoms-SM
- VC = världscup
- VM = världsmästerskap
- w.o. = walkover